# Theodor Scheimpflug

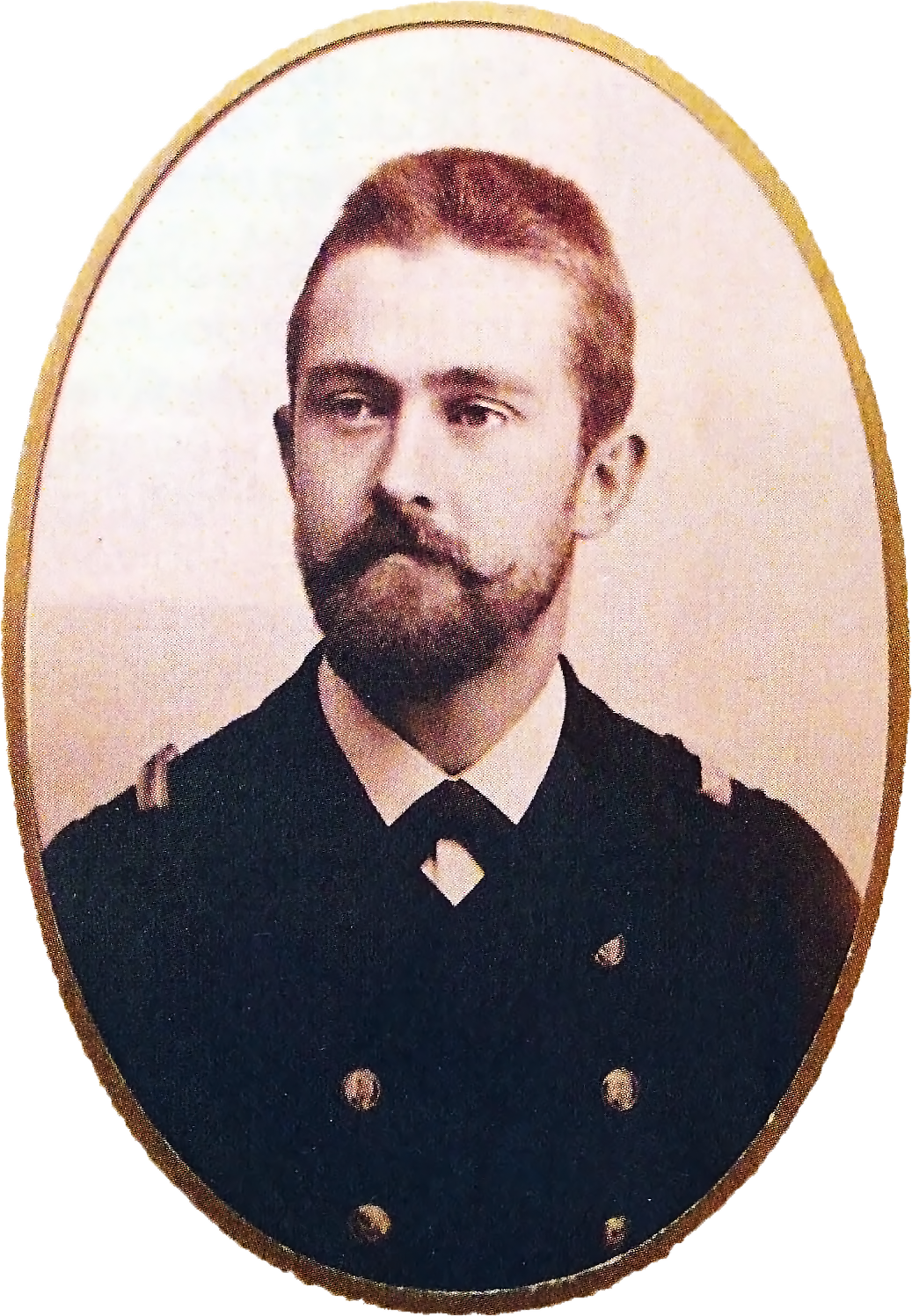
Theodor Scheimpflug (o. J.)

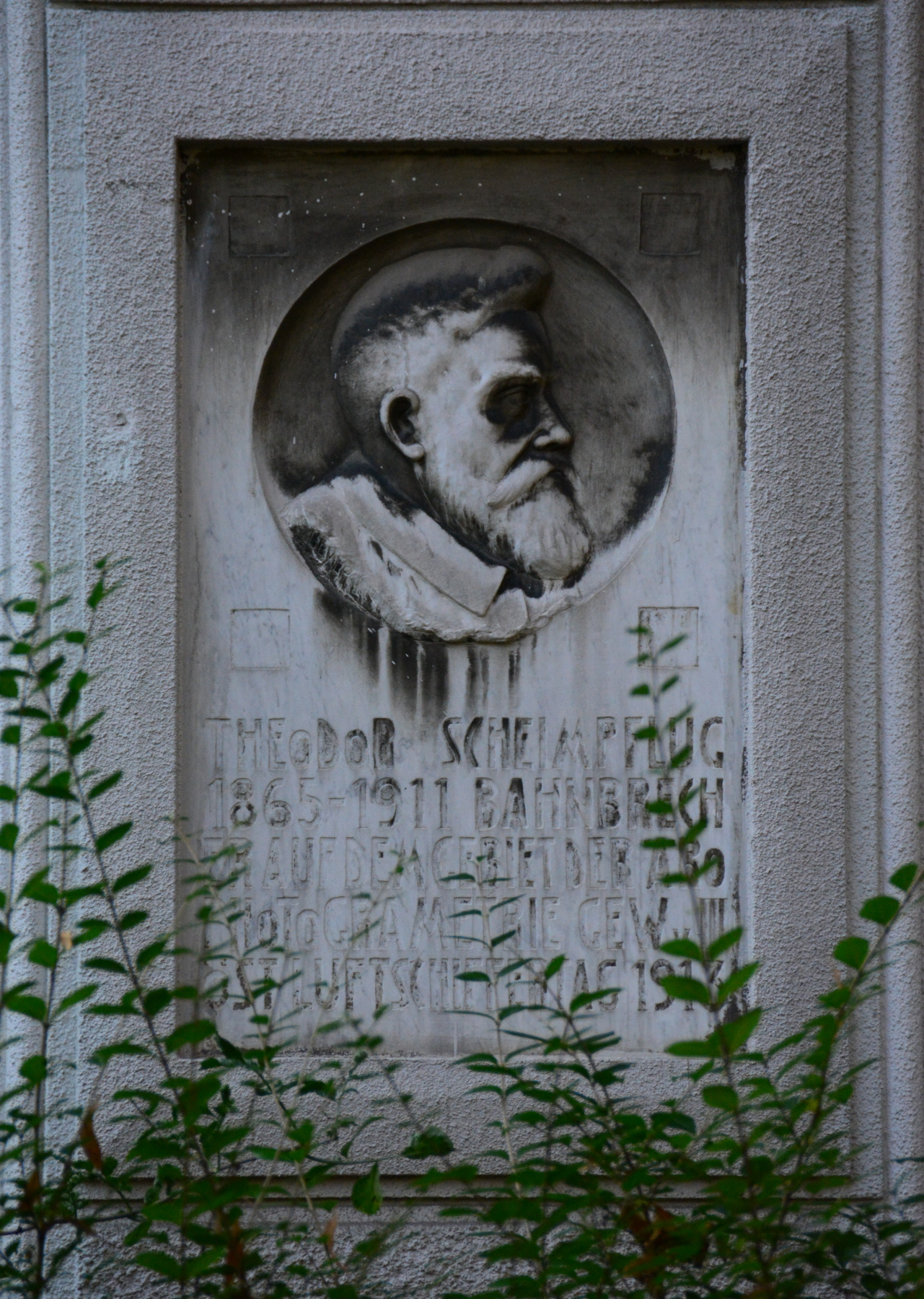
Gedenktafel an Scheimpflugs Haus

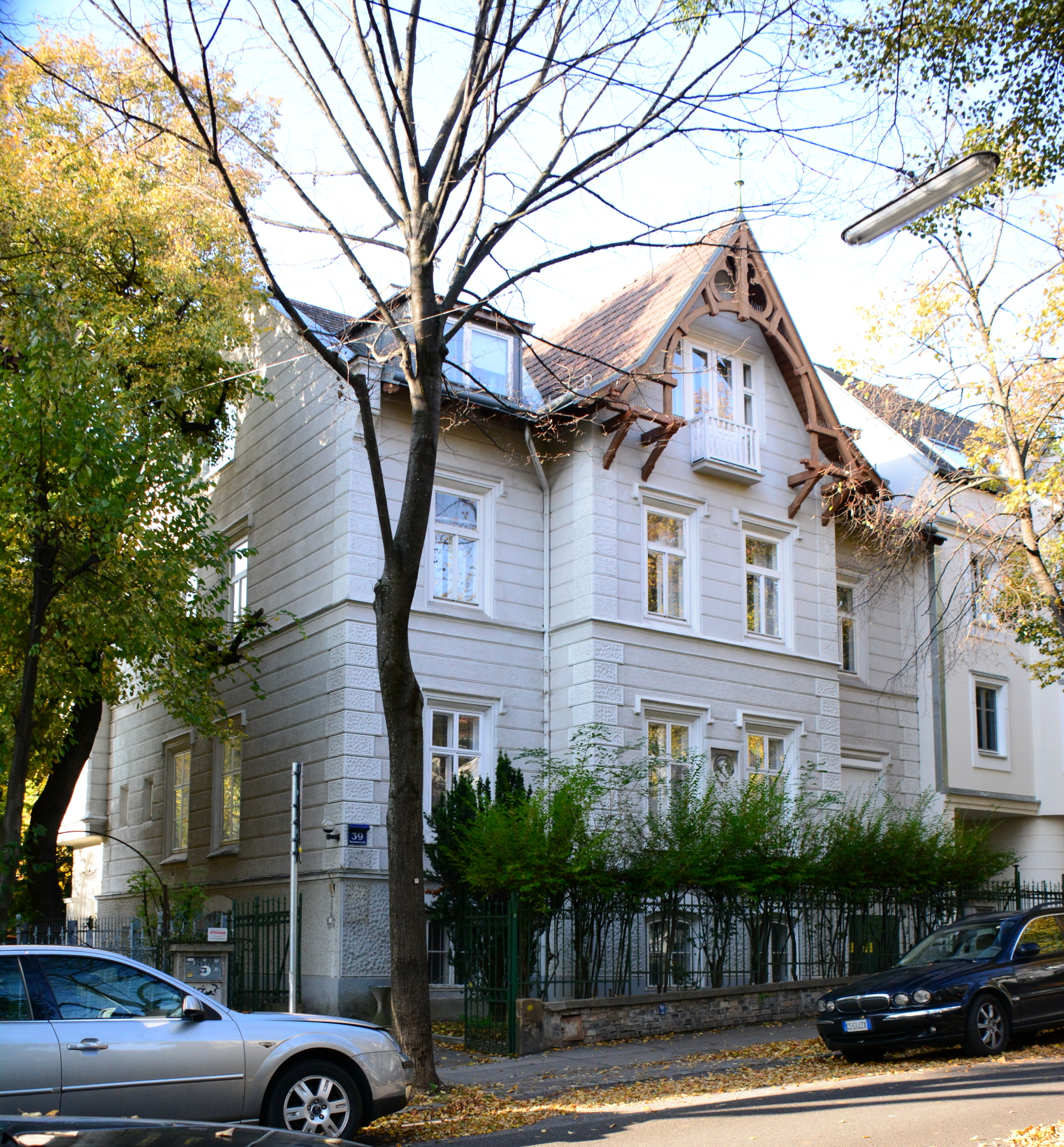
Scheimpflugs Haus in der Sternwartestraße 39, Wien-Währing

Theodor Scheimpflug (* 7. Oktober 1865 in Wien; † 22. August 1911 in Vorderbrühl) war ein österreichischer Geodät, nach dem die Scheimpflugsche Regel der Photogrammetrie benannt ist.

## Leben

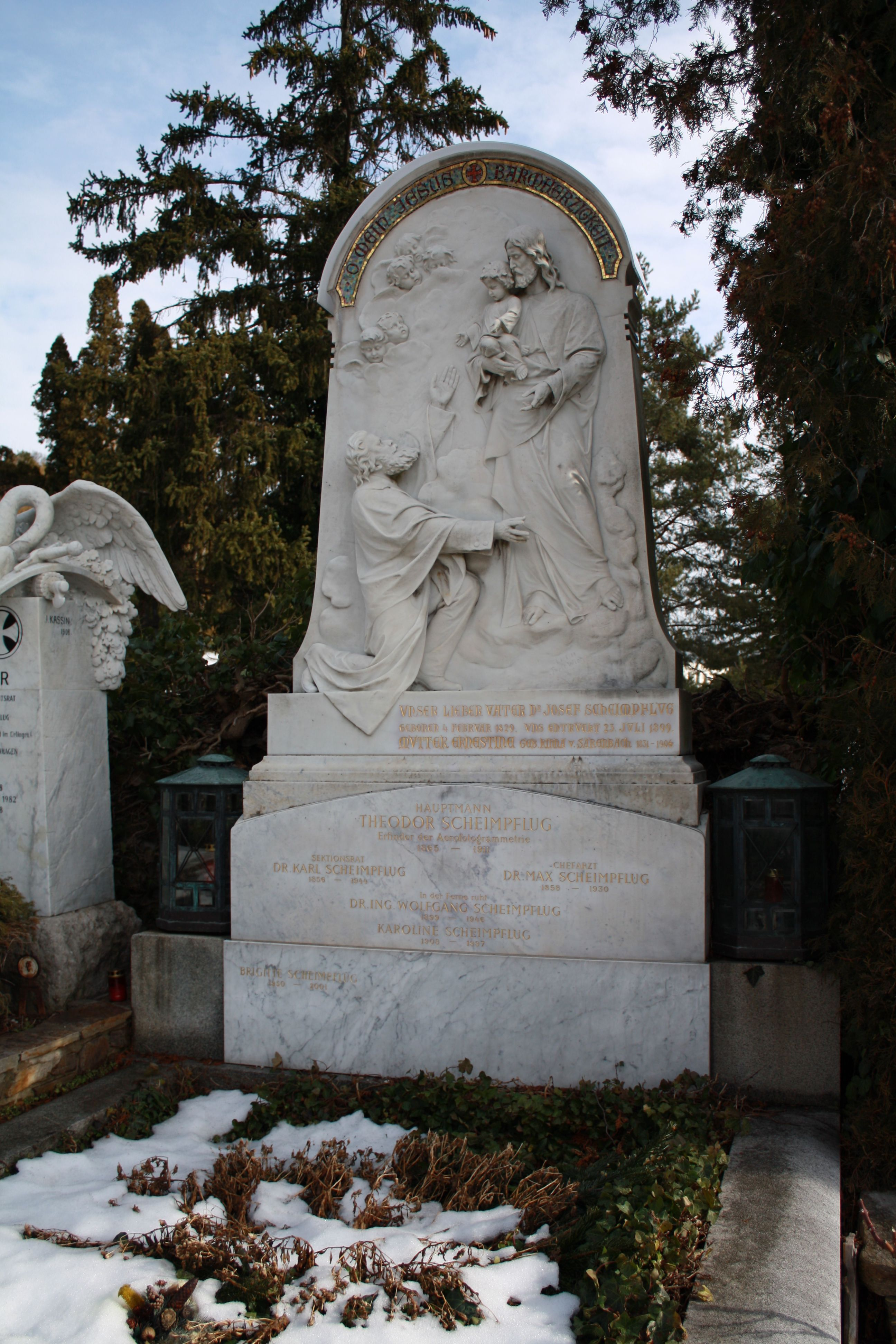
Familiengrab der Familie Scheimpflug in der Hinterbrühl

Theodor Scheimpflug wurde als Sohn des Bankdirektors Josef Scheimpflug (1829–1899) und dessen Ehefrau Ernestine Rinna von Sarenbach (1831–1906) in Wien geboren. Er hatte die zwei Brüder Karl (1856–1944), Jurist und Finanzbeamter, und Max Scheimpflug (1858–1930), Mediziner und Klinikbesitzer. In Wien besuchte er das Akademische Gymnasium und absolvierte die Marineakademie Fiume. Im Jahr 1883 musterte er als Seekadett der Kriegsmarine an und unternahm in dieser Funktion weite Reisen. 1888 wurde er zum Linienschiffsfähnrich befördert und arbeitete in Folge beim hydrografischen Amt und bei der Marinesternwarte Pola.
Wegen seines Interesses erhielt er 1896 Urlaub, um an der Technischen Hochschule Wien Maschinenbau und Photogrammetrie zu studieren. Im Jahr 1897 begann er mit fototopografischen Arbeiten am k.u.k. Militärgeografischen Institut.
1901 machte es ihm eine Erbschaft möglich, den Ruhestand anzutreten, in dem er seine Lebensaufgabe fortsetzte: das Erstellen von Landkarten mittels Luftaufnahmen. Mit diesen Experimenten stieß er bei seinen militärischen Vorgesetzten zeitlebens auf wenig Verständnis; seine Erkenntnisse gewannen erst im Ersten Weltkrieg, also nach seinem Tod an Bedeutung. Begraben ist er im Familiengrab in der Hinterbrühl.

## Bedeutung für die Fotografie
Scheimpflug fotografierte die Landschaft vom Ballon oder Drachen aus. Um ein möglichst großes Gebiet zu erfassen, machte er auch Schrägansichten, die nicht direkt für eine Landkarte verwendet werden können, sondern entzerrt werden müssen. Hierzu schuf er ein spezielles Entzerrungsgerät (eine Art Vergrößerungsgerät), das 1906 fertiggestellt werden konnte. Bereits 1903 hatte die Dresdner Firma Ernemann von Scheimpflug das Patent dieses zunächst als "Photospektrograph" bezeichneten Geräts erworben und produzierte es ab 1914 unter dem Namen "Grundbildrichter zur Entzerrung von Luftbildern" für den Kriegseinsatz in Serie.
1907 veröffentlichte Theodor Scheimpflug die grundlegenden Arbeit Die Herstellung von Karten und Plänen auf photographischem Wege. Die sich dabei ergebene Regel zur Einstellung zwischen Objektebene (hier das zu entzerrende Negativ der Schrägaufnahme), Objektivebene und Bildebene wurde für die professionelle Fotografie bedeutend: Objektebene, Objektivebene und Filmebene müssen sich in einem gemeinsamen Schnittpunkt (oder besser gesagt) einer gemeinsamen Schnittkante treffen. Sie wird schon bei der Aufnahme angewandt, wenn Schrägansichten scharf abgebildet werden sollen, was insbesondere in der Architektur- und Produktfotografie häufig vorkommt: Der Fachbegriff lautet Schärfeverlagerung nach Scheimpflug.

## Werke
- Die Verwendung des Skioptikons zur Herstellung von Karten und Plänen aus Photographien. Vortrag, gehalten in Braunschweig auf der 69. Versammlung der Naturforscher und Aerzte (…). In: Photographische Correspondenz. Organ der Photographischen Gesellschaft in Wien, Jahrgang 1898, Nr. 450 (XXXV. Jahrgang), S. 114–121. (online bei ANNO). (Auch Sonderabdruck: Wien, Gerold 1898, OBV). (Erratum: Nr. 451, S. 221).
  - —, Teil II/II. In: —, Jahrgang 1898, Nr. 452 (XXXV. Jahrgang), S. 235 ff. (online bei ANNO).
- Über österreichische Versuche, Drachenphotogramme kartographisch zu verwerten, und deren bisherige Resultate. In: Photographische Korrespondenz. Organ der Photographischen Gesellschaft in Wien, Jahrgang 1903, Nr. 518 (XL. Jahrgang), S. 659–670. (online bei ANNO). (Auch Sonderabdruck: Wien, Gerold s. a., OBV).
- Der Photoperspektograph und seine Anwendung. In: Photographische Korrespondenz. Organ der k.k. Photographischen Gesellschaft in Wien, Jahrgang 1906, Nr. 554 (XLIII. Jahrgang), S. 516–531. (online bei ANNO). (Auch Sonderabdruck: Wien, Jasper 1906, OBV).
- Die Herstellung von Karten und Plänen auf photographischem Wege. Mit sechs Textfiguren. Vorgelegt in der Sitzung am 7. März 1907. In: Sitzungsbericht der kaiserlichen Akademie der Wissenschaften. Mathematisch-naturwissenschaftliche Klasse. Band CXVI. II. Heft, Abteilung II a. Hölder (Kommission), Wien 1907, S. 235–266. – Volltext online.

## Würdigung
- An der in seinem Auftrag erbauten Villa in der Sternwartestraße 39, Wien-Währing, wurde am 6. Dezember 1913 eine vom k.k. österreichischen Aeroklub gestiftete Gedenktafel samt Relief-Bildnis enthüllt. Der Aeroklub war vertreten durch seinen Präsidenten, Constantin von Economo, die Festrede hielt Hermann Hoernes, einer der ersten Ballonfahrer Österreichs.
- Im Jahr 1914 wurde in Wien-Währing (18. Gemeindebezirk) eine neu entstandene Verkehrsfläche Scheimpfluggasse benannt (heute in Wien-Döbling, 19. Gemeindebezirk, gelegen).
- Seit 1960 trägt der Scheimpflug-Nunatak in der Antarktis seinen Namen.
- Das Museum Mödling widmete Scheimpflug ab 19. September 2015 eine Gedächtnisausstellung (Dauer: bis 31. Jänner 2016) sowie eine Festschrift.[4]